# ドリアン・パヴィス
ドリアン・パヴィスはバイオウェアの『ドラゴンエイジ (コンピュータゲームシリーズ)』シリーズに登場する架空のキャラクターである。ドリアンはテヴィンター帝国の誇り高き貴族の出身で、人間の魔道士(en:Magician_(fantasy))である。テヴィンター帝国はセダスの北部に位置している強力な魔道士の寡頭制により統治される領域であり、セダスは『ドラゴンエイジ』シリーズの舞台になっている大陸である。ドリアンは2014年のゲーム『ドラゴンエイジ:インクイジション』にコンパニオンとパーティメンバーとして初めて登場した。
同性愛者の男性として、また有色人としてのアイデンティティだけでなく複雑で深みのある人物描写も注目され、ドリアンは『ドラゴンエイジ:インクイジション』で肯定的に受け止められた。ドリアンの声はラモン・ティカラムが当てている。

## キャラクターの概要
生まれつき魔法の才能に恵まれたテヴィンター出身者であるドリアンは本来の自分と自分の能力を自覚し享楽している。ドリアンはテヴィンター社会の隅々まで広まっている退廃と腐敗を拒絶するようになるが、自国を愛しており、偏見のないテヴィンターの未来を実現したいと考えている。ドリアンのモラルと理想が家族やテヴィンターに住む一般大衆と一致しないためドリアンは最下層とみなされる。また、以前の指導者である賢者ゲレオン・アレクシウスにいらだつようになり、敬意を失った。ゲレオン・アレクシウスはかつて賢者院の一員で賢者院に影響力を持っており、帝国を改革することに賛成していたが、現在はヴェナトリとして知られるテヴィンター帝国至上主義者の武装カルトに加入した狂信者である。同郷人のモラルが退廃したこととアレクシウスが原理主義者に熱狂していることを知り、それを止めようと努め、ドリアンは審問会に加入することを決め、まず最初に故郷を腐敗させる軍隊を取り除かなければ帰ることはできないだろうと考えている。
非常にうぬぼれが強く、自己陶酔しているふるまいにもかかわらず、ドリアンにはつらい過去がある。『ドラゴンエイジ:インクイジション』でのドリアンの個人的なプロットには「脱ゲイ」の寓話と考えられているものが盛り込まれている。ドリアンの父親はドリアンの性的指向を陰鬱なブラッドマジックの儀式で変えようと試み、ドリアンは家から逃げることで応じた。プレイヤーは謝罪の気持ちを表した父親とドリアンが和解するのを助けるか、仲違いさせたままにするかのどちらかを選択することができる。
ドリアンは男性の審問官に対してロマンスの選択肢がある。ドリアンが審問官と付き合っておらず、アイアン・ブルを審問会の一員として受け入れている場合、ドリアンとアイアン・ブルは互いに親密な関係を築くかもしれない。また『ドラゴンエイジ:インクイジション』のDLC『招かれざる客』のエンディング以降も長続きするかもしれない。

## 構想と創作
ドリアンはバイオウェアを辞職する前のデイヴィッド・ゲイダーにより生み出され、主に執筆された。ドリアンは1963年から1966年まで放映されたカートゥーンシリーズ『マイティ・ハーキュリー』の「ドリアン王子」というキャラクターにちなんで命名された 。ゲイダーはドリアンが名付けられるよりずっと前に「ロックスターの魔道士」というアイデアを探求していた。
ゲイダーはインタビューにおいて、正真正銘の善き魔道士というキャラクターを具体化するためにドリアンのセクシュアリティは当然の発展であり、後にそれはキャラクターとしてドリアンの他の側面をより完全なものにしたと説明する。しかしながら、いったんドリアンが具体化すると、バイオウェアは特にこのキャラクターを『ドラゴンエイジ:インクイジション』に入れたいと考えた。ゲイダーはさらに次のように述べた。「ゲーム全体で比較すると、ドリアンのようなキャラクターがゲームにいることはほとんどない。だから、ほぼどこにもない承認を受け取るファンにとってどういうこと意味するかを考慮すると、この内容を考えすらしていない一部のファンから、わずかばかりの忍耐と思いやりを要求しても差し支えない」「ドリアンは同性愛者だ。実際ドリアンは自分が書く機会があった中で最初の完全に同性愛者であるキャラクターだ。「完璧さ」はすべての魔道士が装う体面であり、少しの逸脱が恥で、隠さなければならないことになっている場所がドリアンの出身地であることを考えると、同性愛者であることは興味深い側面をドリアンの人物設定に付け足した。ドリアンがそのようなうわべだけのものに協力するのを拒絶したことを、ドリアンの家族は頑固で無意味であると考える。そのことがドリアンの地位を最下層とする一因となった」
ゲイダーは後に、以前「完全に同性愛者」という言葉を使ったのは、ドリアンの恋愛の対象は男性のキャラクターだけになり、前のロマンスの選択肢には男性と女性の両方からのロマンスが可能であったと伝える意図があったと明らかにした。ゲイダーは2015年のインタビューで、バイオウェアの元同僚は、自分を異性愛者とみなしていたが、2005年の『ジェイド エンパイア 〜翡翠の帝国〜』で同性間の関係を任意のロマンスのサブプロットに入れたと述べた。このことは同性愛者であることを公表しているキャラクターを書くことや、着手しているゲームの中心となる物語にLGBTのテーマを溶け込ませることについて大胆になることをゲイダーに促した。 
ゲイダーは2016年にバイオウェアを辞めた後、2018年にファンフィクションを書いて投稿した。ファンフィクションはドリアンがテヴィンター帝国に帰国した後、家族の問題を扱うことに関する結末を提供しようと試みている。

### ビジュアルデザイン
『ドラゴンエイジ:インクイジション』においてドリアンの加入はこのゲームのデザイナーにテヴィンター帝国の視覚言語を探求する機会を提供した。ドリアンはテヴィンターの文化の深さや芸術性、豊富さの一端を見せる目的でデザインされた。テヴィンターの文化はしばしば南部セダスの文化により異国風で脅かすようなものとして受け取られる。バイオウェアの公式ブログに公表されたキャラクターキットによると、ドリアンは曲がりくねった蛇の絵柄で飾られている灰色の魔道士のマントを着ている。小型の鞄がベルトにあり、薬を保管するためのものである。ドリアンはを杖をしっかり握ることができる革の長手袋を身に着けており、そのため極めて正確に杖を振り回すことができる。とぐろを巻いた蛇の留め金はマントを固定し、これはドリアンの魔法がその機知と同じくらい鋭く突き刺さるということを思い出させるよう意図されている。
『Medium』のアマンダ・ジーンはドリアンの第一印象は「寒くて汚いセダスの地形を胸筋の大部分を出して歩き回る不適切な癖があり、意地悪で皮肉っぽい、カールした口ひげの自信のある人で、明らかに白人でない人……」といった印象を与えると述べた。また、ジーンは『ドラゴンエイジ:インクイジション』のリードナラティブデザイナーであるジョン・エプラーの言葉を引用した。ジョン・エプラーはかつてドリアンの民族的背景を話す際に「現実世界ではインド人が最も類似するものである」とコメントした。

## 評価
ドリアンは様々な情報源で、とりわけゲームで同性愛者であることを公表しているキャラクターとして人気が急上昇したキャラクターであるとみなされている。『Techradar』のエイミー・ハートはドリアンが『ドラゴンエイジ』シリーズで今後のどんなエピソードでも戻ってくるのを見たいと思うキャラクターであると述べた。『フォーブス』のポール・タッシは、ドリアンが他のパーティメンバーと比べてとても楽しく、ドリアンはことによるとありふれたやり方で多少派手であるが、ドリアンの説得力のある性格描写を考慮に入れるとそれは小さな問題であったと感じたため、パーティで固定メンバーになったコンパニオンであると言及する。ケリー・ピアスは『ドラゴンエイジ:インクイジション』において、多くのLGBTキャラクターの配役の中でドリアンが最も好きなキャラクターであり、ドリアンは主人公のジェンダーがどうであれ談笑するのが辛辣で楽しいことに注目されるが、『ドラゴンエイジ:インクイジション』でピアスにとって最も感情に訴える瞬間はドリアンの審問官に対する誠実さを得るときやドリアンの過去を知るときであると述べた。
ドリアンは審問官の潜在的な恋愛の相手として好評を博した。エマ・オズボーンは『Junkee』に執筆し、ドリアンのロマンスのサブプロットを賞賛し、「物語に本物のラブストーリーがある」と述べた。『Kotaku』のマイク・ルージョーは男性のキャラクターでゲームをプレイして何時間かで、ドリアンの個性が男性の審問官が付き合うことができる2人の女性のロマンスの選択肢より魅力的であると思っていることに気づき、自分のキャラクターにドリアンと恋愛関係を始めさせることを決めた。ルージョーは自分が異性愛者であると認識していても、このことに感情移入し、自分自身の分身以上の何者かとしてゲームの主人公の役割を演じる機会であると考え、自分のキャラクターがひとりでに動き始めたことに気づいたと説明する。『ガーディアン』のケイト・グレイはプレイヤーが文字通り恋に落ちることができる驚くほど深く個人的でうまく構成された親密な関係のシステムを特色にしたことについて『ドラゴンエイジ:インクイジション』を賞賛した。グレイにとってこれまでゲームで経験した中で最も人間らしいと思う反応は、ドリアンがグレイの女性の審問官にその気にさせてドリアンが性的指向を変えられず審問官と恋愛関係になれないと認めたことで謝罪したときであった。グレイは自分の審問官が以前戯れるような軽口をドリアンと繰り返し交わしたが、実際にはドリアンが同性愛者のキャラクターとして書かれていることにドリアンが謝罪するまで気づかなかったと説明した。グレイはバイオウェアの作家による細部の心遣いに感謝し、どういうわけか「バイオウェアはまさにこの状況を予測していた。仮想空間で思い違いをしてこの男性に惚れ込むということを。バイオウェアは自分の審問官のような人たちに対して心からの対話を書いた」と述べた。
ジョー・パーロックにより書かれた『デイリー・テレグラフ』の2016年の記事において、パーロックはゲームで同性愛者の男性の適切な描写が不足していることを嘆き、ゲームの販売元はプレイヤーが主にゲームで男性と男性の恋愛を見ることに否定的な反応をする異性愛者の男性であると思っていて、ゲームの作家が同性愛者の男性のキャラクターを気にかけるプレイヤーを理解することに創造的にならず、多様性に応えるためにレズビアンと両性愛者の女性を頼りにすることにつながると仮定した。パーロックは『ドラゴンエイジ:インクイジション』におけるドリアンの描写を回想した。『ドラゴンエイジ:インクイジション』でドリアンの人物設定と対話はドリアンが同性愛者の男性であるためこれまでの多数の経験を具体化し、そのことはドリアンの性格描写に顕著に深みを与えた。Gaspard Pelursonは2018年の記事である『Mustaches, Blood Magic and Interspecies Sex: Navigating the Non-Heterosexuality of Dorian Pavus』で「ゲームは現在LGBTQの表現で遅れを取り戻しているが、ほんの少数のキャラクターにしかドリアンと同じくらい重要な役割を認められていない」と述べた。『アドヴォケート』のアリー・ヘクターは、家族がドリアンを異性愛者にしようとした後に家から逃げたというドリアンの人物設定により、ドリアンのセクシュアリティは単なるプレイヤーの選択肢ではなく、ドリアンのアイデンティティになっていると述べた。GLAADのマット・ケインはドリアンと同じ『ドラゴンエイジ:インクイジション』のキャラクターであるクレムとセラ、アイアン・ブルを2014年の最も興味をそそるLGBTキャラクターのリストに入れた。
ゲームの記者によりほぼどの方面からも賞賛されたにもかかわらず、ゲイダーはドリアンの同性愛の表現は「ある程度論争を呼ぶ」かもしれないと認める。しかし、最終的には十分に現実感を与えられたキャラクターによって『ドラゴンエイジ:インクイジション』をプレイするファンの心をつかみたいと考えている。